# Brædstrup-Tønning-Træden-Grædstrup-Sønder Vissing Pastorat
Brædstrup-Tønning-Træden-Grædstrup-Sønder Vissing Pastorat er et dansk pastorat, der er underlagt Horsens Provsti i Aarhus Stift, og som består af følgende sogne:
- Brædstrup Sogn
- Grædstrup Sogn
- Sønder Vissing Sogn
- Træden Sogn
- Tønning Sogn

I pastoratet ligger følgende kirker:
- Brædstrup Kirke
- Grædstrup Kirke
- Sønder Vissing Kirke
- Træden Kirke
- Tønning Kirke [1]

Sognepræster er Søren Peter Villadsen og Helle Margrethe Krog.